# Zara Larsson

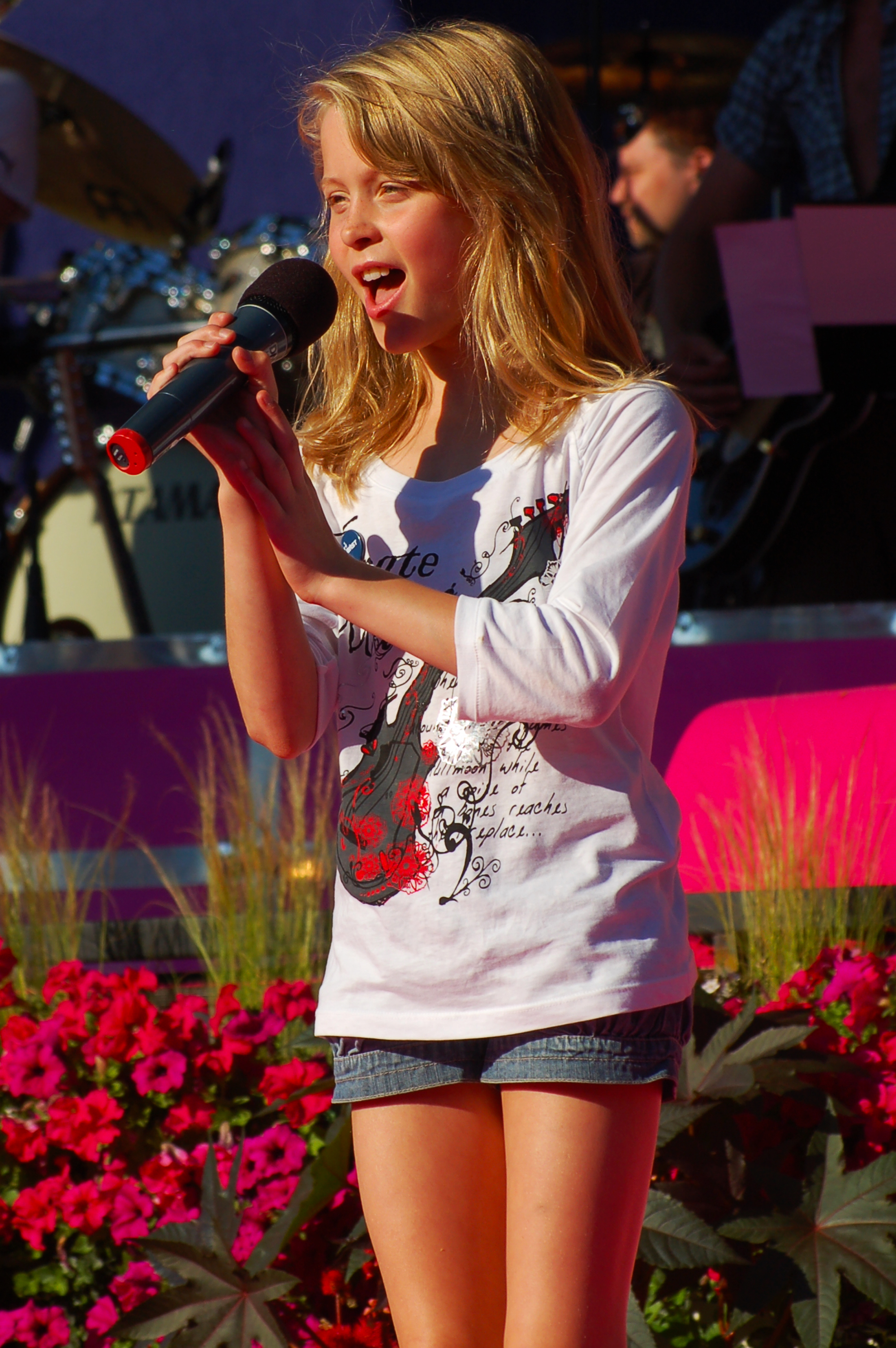
Zara Larsson, 10 år, besöker Sommarkrysset på Gröna Lund 26 juli 2008.

Zara Maria Larsson, född 16 december 1997 i Stockholm, är en svensk sångerska och låtskrivare.
Hon slog först igenom i TV4:s Talang 2008 som tioåring där hon vann finalen med låten "My Heart Will Go On" och fick ge ut låten som singel. Larsson kontrakterades av skivbolaget TEN Music Group 2012 och gav ut sin debut-EP, Introducing, i januari 2013. Singeln "Uncover" toppade landslistorna i både Sverige och Norge, men tog sig även upp till topp tio på flera europeiska listor. På Rockbjörnen i augusti 2013 vann Larsson två priser: "Årets genombrott" och "Årets kvinnliga liveartist" och blev den yngsta artist som vunnit två Rockbjörnar.
I maj 2014 lanserade Larsson sin nya singel, "Carry You Home", som blev hennes största hit i Sverige sedan "Uncover", då den nådde tredje plats på Sverigetopplistan. I september 2014 lanserade hon sin nya singel "Rooftop" och kort efteråt debutalbumet 1, vilket även utgavs i USA. "Carry You Home" blev även nominerad för det årets svenska Grammisgala. I maj 2015 hade Larsson en egen spelning på Gröna Lund, och strax därefter kom singeln "Lush Life" som snabbt blev en hit. "Lush Life" var den mest spelade låten i Sverige under sommaren 2015 och har sålt fyra gånger platina i Sverige samt platina i Norge och Danmark. Den 11 september samma år gav Larsson ut låten "Never Forget You" tillsammans med den brittiska sångaren MNEK, som blev en singeletta i Sverige och en topp 5-singel i Norge, Danmark, Tyskland, Storbritannien och Finland. Den 11 november 2016 gav Larsson ut "I Would Like". Hennes tredje album, Poster Girl, släpptes den 5 mars 2021. Den 26 januari 2023 utgavs singeln "Can't Tame Her" från hennes kommande fjärde album.

## Biografi
Larsson är uppvuxen i Tallkrogen i Enskede med en mor som är undersköterska och en far som är officer samt med en tre år yngre syster.
Larsson gick i Gubbängsskolan innan hon från tredje klass bytte till balettundervisning på Kungliga Svenska Balettskolan. Hon började tidigt att sjunga, men valde bort möjligheten att gå i Adolf Fredriks musikklasser, eftersom hon inte trivs med att sjunga i kör. Då hon från nionde klass började på  Kulturama, beskrev hon själv att den nya miljön snabbt gjorde henne mycket mer medveten om världen, samhällsfrågorna och könsmönstren, vilket alltmer kom att göra avtryck i hennes offentliga roll. I syfte att öka allmänhetens förståelse för funktionsnedsättningen inkontinens har hon öppet berättat om att hon använde blöja till sju års ålder.

### Talang-vinst
År 2007 var hon med i talangtävlingen Stjärnskott och spelade också Marta von Trapp i musikalen Sound of Music. Som tioåring vann hon TV4:s Talang 2008 efter att ha sjungit Céline Dions "My Heart Will Go On" under finalen. Som pris fick hon en summa på 500 000 kronor och "My Heart Will Go On" gavs senare ut som Larssons debutsingel. En video av framträdandet på finalen fick nära 15 miljoner visningar på Youtube, och singeln låg på Sverigetopplistan i totalt sex veckor i följd; låten peakade på plats sju den femte veckan, och låg aldrig lägre än på 21:a plats. Efter succén i Talang medverkade hon i TV4:s dokumentärserie Jag ska bli stjärna, som sändes vintern 2009/2010, där hon bland annat var på provspelning med Laila Bagge.

## Karriär

### Genombrott
År 2012 skrev Zara Larsson kontrakt med skivbolaget TEN Music Group och 9 december 2012 blev en preliminär musikvideo av låten "Uncover" tillgänglig på Youtube. EP:n Introducing gavs ut 21 januari 2013 med fem nyskrivna låtar, där "Uncover" blev huvudsingeln. Låten blev snabbt etta på både Sverigetopplistan och Digilistan, och nådde även topp tio på flera europeiska listor, däribland en förstaplats i Norge och femteplats i Frankrike. "Uncover" certifierades med en platinaskiva i Sverige på mindre än en månad. I juli 2013 fick Larsson ta emot ett pris i Sommarkrysset för att hennes debut-EP Introducing certifierats med en platinaskiva, det vill säga över 120 000 kopior i Sverige.
Hon deltog i Allsång på Skansen 2013, där hon framförde "Uncover", "Leva livet" och "When Worlds Collide". "Uncover" sjöng hon även på kronprinsessans födelsedag på Öland, och på Nobels fredspriskonsert. På Rockbjörnen på Gröna Lund 28 augusti 2013 vann Larsson två priser: "Årets genombrott" och "Årets kvinnliga liveartist". Hon blev som femtonåring därmed den yngsta artist som vunnit två Rockbjörnar. Larsson sade efteråt att:
| ”              | Det är helt sjukt. Helt sjukt. Jag är mållös. Jag trodde aldrig att jag skulle vinna båda två. Det är så mycket man vill säga. Det här är jättestort för mig. Mina första priser någonsin! Och det är ingen jury som röstat fram det, utan folk som lyssnat. Jag är så jävla glad. | „ |
| – Zara Larsson | |   |

### 2013 och framåt

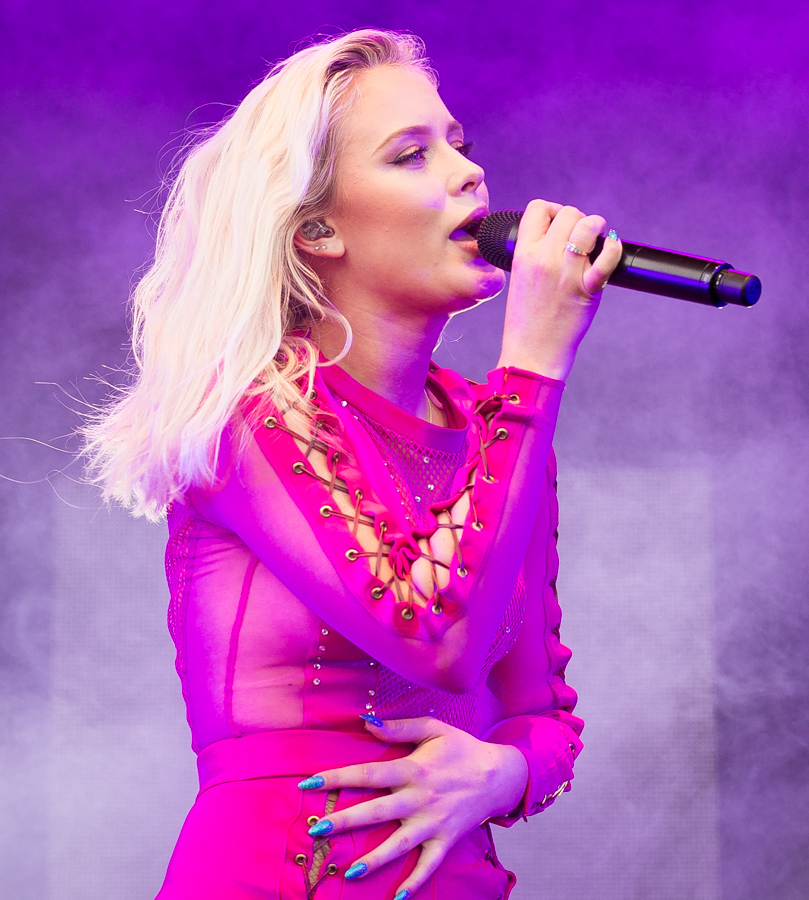
Zara Larsson uppträder i Stavern i Norge 2016.

27 mars 2013 förhandsvisades låten "She's Not Me (Pt.1)" som musikvideo. EP:n gavs ut 5 juli 2013 och innehöll fem låtar, men dubbelsingeln "She's Not Me" (bestående av "She's Not Me (Pt. 1)" och "She's Not Me (Pt. 2)"), kom 25 juni 2013. Senare under året kom singeln "Bad Boys" som, som bäst, nådde tjugosjunde plats i Sverige, men lyckades ännu bättre i Danmark.
I maj 2014 lanserade Larsson sin nya singel, "Carry You Home", som blev hennes största succé i Sverige sedan "Uncover", då den nådde tredje plats på Sverigetopplistan. I september 2014 lanserade hon sin nya singel "Rooftop", som även var med på hennes debutalbum 1 som kom den 1 oktober 2014. Albumet gavs även ut i USA.
På Grammisgalan 2015 uppträdde hon med låten "Carry You Home" i en specialversion, och samma låt var även nominerad "Årets låt", men priset gick istället till Tove Lo.
I maj 2015 hade Larsson en egen spelning på Gröna Lund, där hon sjöng 13 låtar, däribland världspremiären för den nya singeln "Lush Life". Konserten lockade till sig 5 000 personer i publiken och fick fyra stjärnor av Aftonbladet. "Lush Life" gavs ut i juni 2015 och redan en månad senare gick låten upp på första plats på Spotifys svenska topplista.
Den 14 juli 2015 uppträdde hon för andra gången på Allsång på Skansen, där hon framförde "Lush Life" i programmet och "Wanna Be Your Baby" i SVT Play.
På Rockbjörnen i Kungsträdgården 12 augusti 2015 vann Larsson två priser: "Årets kvinnliga liveartist" och ett specialpris kallat "jämställdhetspris" för jämställdhetskamp inom musikbranschen. Den 11 september samma år kom låten "Never Forget You" tillsammans med den brittiska sångaren MNEK. Låten toppade singellistan i Sverige där den också sålde dubbel platina. "Never Forget You" gick även in på topp 5 i Norge, Danmark och Finland.
Tillsammans med musikproducenten och DJ:en David Guetta gav hon 13 maj 2016 ut låten "This One's For You" som är officiell låt för Europamästerskapet i fotboll 2016.
Den 2 september 2016 kom singeln "Ain't My Fault" som Zara Larsson skrivit tillsammans med MNEK.
I mars 2017 uppträdde Larsson i finalen i Melodifestivalen 2017, där hon framförde ett antal låtar som pausnummer. Samma månad släpptes hennes andra studioalbum, So Good. Det lanserades även internationellt.
2 december 2018 gick låten "Ruin My Life" in på Svensktoppen.
Från september 2017 arbetade Larsson med att spela in sitt tredje album, Poster Girl, som kom ut 2021.

### Corona-pandemin 2020 – "Late Night Concert"
Till följd av den rådande Corona-pandemin under 2020 tvingades Larsson  ställa in samtliga planerade spelningar och turnéer. I ett samarbete med TV4 producerade hon en "Late Night Concert" som visades i augusti på kanalen. TV-programmet beskrivs som sommarens största musikinspelning och genomfördes under två dygn på ett tomt Gröna Lund.

## Uppmärksamhet utanför musiken

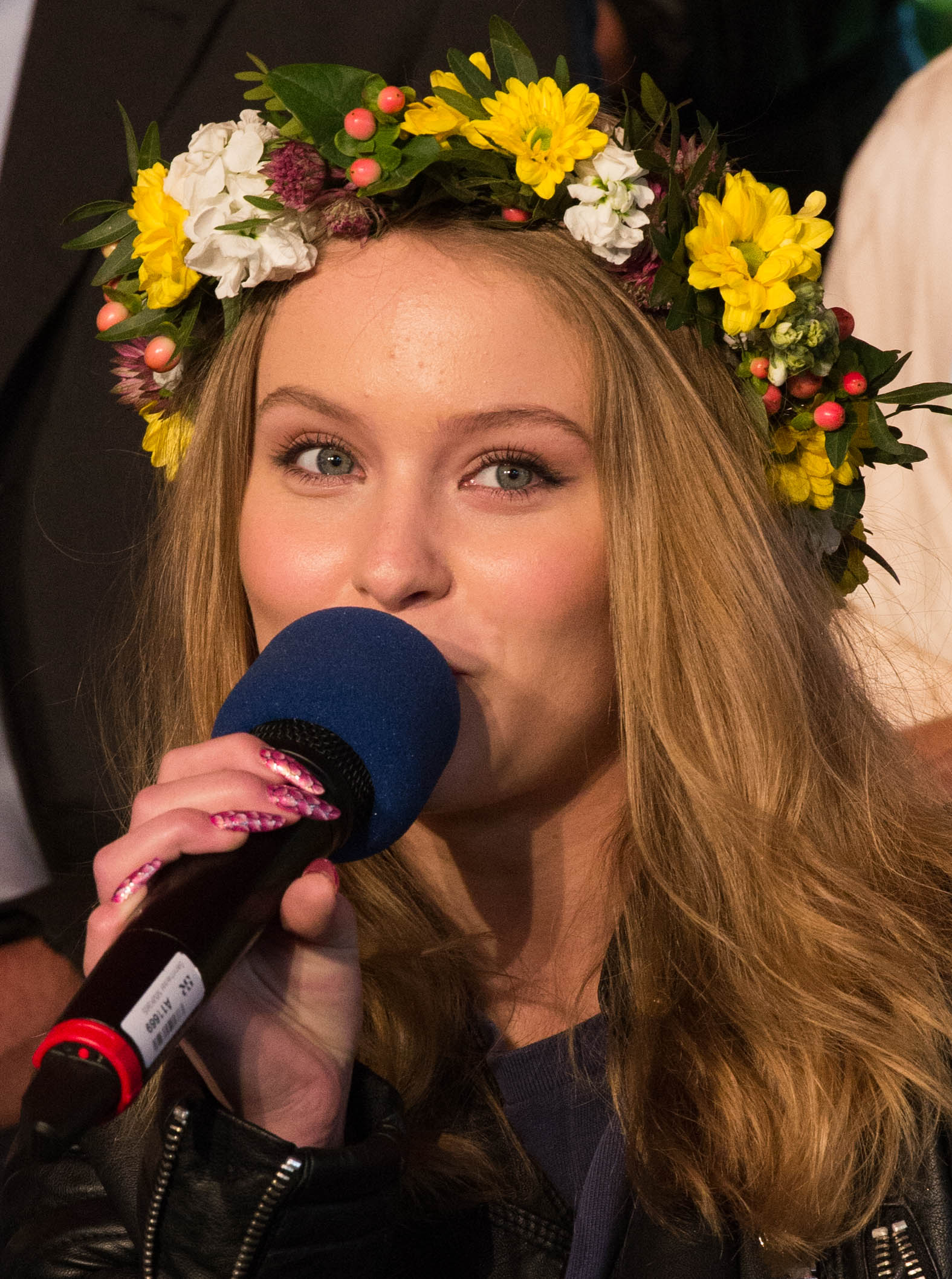
Zara Larsson som en av sommarpratarna i P1 på presskonferensen i Radiohusets trädgård den 3 juni 2015.

Sedan sommaren 2014 har hon uppmärksammats för sina feministiska ställningstaganden i olika frågor. Hennes första uppmärksammade inlägg var en text från Ung Vänster om "8 tips till killar för att inte våldta". Hon blev som mest uppmärksammad när hon lade ut en bild på Instagram där hon trätt en kondom över sitt ben. Budskapet från Larsson innebar att män aldrig skall kunna undvika kondomanvändning med argumentet att kondomer är för små för deras könsorgan, något som väckte debatt i Sverige och USA.
Den 25 juni 2015 blev hon återigen uppmärksammad, då hon ställde sig frågande till huruvida Bråvalla festival alls hade något genusperspektiv, eftersom all dess marknadsföring och programsättning helt dominerades av manliga artister. Hon undrade också varför hon själv heller inte presenterades bland festivalens huvudaktörer, trots att hon var den mest populära artisten på bland annat Spotify av alla festivalens bokade artister. Samma dag skrev Mats Söderlund, framgångsrik med låtar som "Ding Dong Song", då under artistnamnet Günther, på sin Facebook-sida att "Du är en av många fjortisbrudar som är världsberömda i Stockholm och som hypas maximalt men som inte kommer med hits utan endast en massa tjafs." Larsson sade under sitt uppträdande på festivalen "Fuck Günther, fuck alla kvinnohatare," och senare skapades hashtaggen #backazara, där tusentals personer, däribland Marit Bergman och Alice Bah Kuhnke, visade sitt stöd för Larsson.
Den 25 juli 2015 var hon sommarvärd i Sommar i P1, och med sina 17 år slog hon Robyns och Gina Dirawis tidigare rekord, 20 år, som den dittills yngsta sommarprataren.
Den 18 maj 2017 släppte Zara Larsson en H&M-kollektion som består av olika klädesplagg och accessoarer. Hon har varit involverad i skapandeprocessen genom att ta beslut om tryck, färger och passform. Rosa är den genomgående färgen i hela kollektionen.
Zara Larsson spelar en av huvudrollerna i filmen En del av dig, som lanserades på Netflix den 31 maj 2024.

## Diskografi
- 1 (2014)
- So Good (2017)
- Poster Girl (2021)
- Venus (2024)
- Midnight Sun (2025)

## Filmografi
- 2024 – En del av dig

## Priser och nomineringar

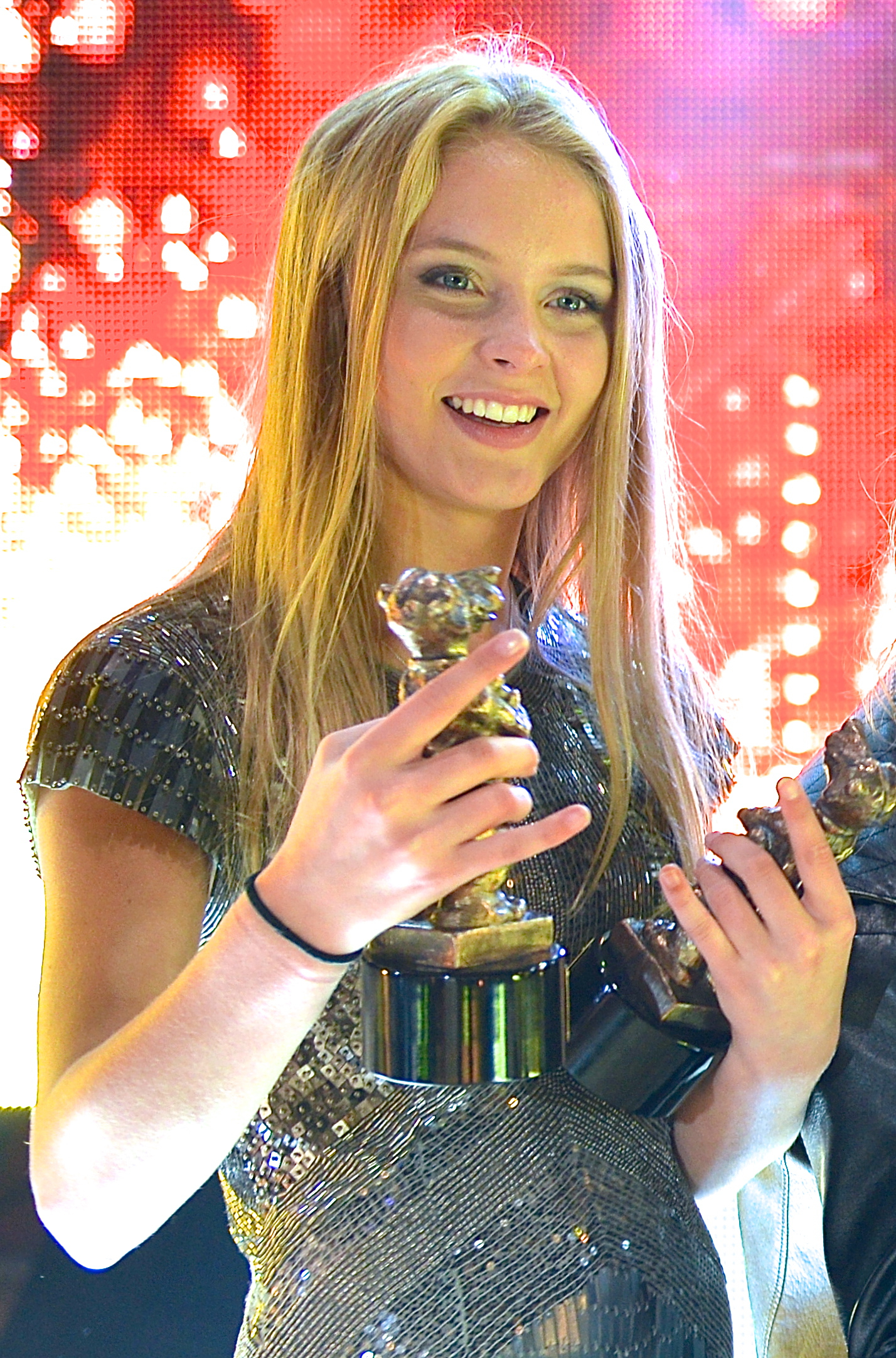
Rockbjörnen-vinnaren Zara Larsson 2013 på Gröna Lund i Stockholm.

| År   | Tävling                         | Kategori                   | Resultat  |
| ---- | ------------------------------- | -------------------------- | --------- |
| 2013 | Rockbjörnen                     | Årets kvinnliga liveartist | Vinnare   |
| 2013 | Rockbjörnen                     | Årets genombrott           | Vinnare   |
| 2014 | P3 Guld                         | Årets låt                  | Nominerad |
| 2014 | Gaygalan                        | Årets svenska låt          | Nominerad |
| 2014 | Grammis                         | Årets låt                  | Nominerad |
| 2014 | Nickelodeon Kids' Choice Awards | Sveriges favoritstjärna    | Nominerad |
| 2014 | Rockbjörnen                     | Årets kvinnliga liveartist | Vinnare   |
| 2015 | P3 Guld                         | Årets artist               | Nominerad |
| 2015 | Grammis                         | Årets låt                  | Nominerad |
| 2015 | Nickelodeon Kids' Choice Awards | Sveriges favoritstjärna    | Nominerad |
| 2015 | Rockbjörnen                     | Årets kvinnliga liveartist | Vinnare   |
| 2015 | Rockbjörnen                     | Årets fans                 | Nominerad |
| 2015 | Rockbjörnen                     | Specialpris                | Vinnare   |
| 2016 | P3 Guld                         | Årets artist               | Nominerad |
| 2016 | P3 Guld                         | Årets låt                  | Vinnare   |
| 2016 | Gaygalan                        | Årets hetero               | Nominerad |
| 2016 | Gaygalan                        | Årets artist               | Nominerad |
| 2016 | Grammis                         | Årets artist               | Nominerad |
| 2016 | Grammis                         | Årets låt                  | Nominerad |
| 2016 | Nickelodeon Kids' Choice Awards | Sveriges favoritstjärna    | Vinnare   |
| 2016 | Musikexportpriset               |                            | Vinnare   |
| 2017 | P3 Guld                         | Årets artist               | Vinnare   |
| 2017 | P3 Guld                         | Årets låt                  | Nominerad |
| 2017 | P3 Guld                         | Guldmicken                 | Nominerad |
| 2017 | Grammis                         | Årets artist               | Vinnare   |
| 2017 | Grammis                         | Årets låt                  | Nominerad |